# Aleksandr Barkasjov
Aleksandr Barkasjov (ryska: Алекса́ндр Петро́вич Баркашо́в), född den 6 oktober 1953 i Moskva, är en rysk ultranationalist, nyfascist och politiker.
Barkasjov lämnade skolan 1971 och tjänstgjorde som militär i Vitryssland. Efter hemkomsten intresserade han sig för kampsporter, vapentillverkning och litteratur om stora erövrare som Alexander den store och Djingis Khan.
1985 gick Barkasjov med i den nationalistiska och stalinistiska organisationen Pamjat inom vilken han gjorde en snabb karriär. Redan efter ett år tog han plats i centralstyrelsen och 1987 var han med om att bilda den nya, monarkistiska Nationalpatriotiska fronten (NPF).
1989 valdes Barkasjov till vice partiledare för NPF men konflikter med partiledaren Dmitri Vasiljev fick honom att redan året därpå lämna NPF. Den 16 oktober 1990 samlade Barkasjov sina anhängare i det egna hemmet i Moskva och bildade Rysk nationell enighet (RNE).
Under den ryska konstitutionella krisen 1993 tog Barkasjov dumans parti mot Jeltsin. RNE deltog i patrullerandet utanför parlamentsbyggnaden. Under striderna flydde Barkasjov från Moskva men sköts i höften och tvingades uppsöka sjukhus, där han blev igenkänd av en sjuksköterska och arresterades för olaga vapeninnehav och brott mot den allmänna ordningen. I fängelset författade Barkasjov boken "En rysks nationalists ABC" som kom att utgöra en ideologisk plattform för RNE. 1994 gav den nyvalda duman amnesti åt Barkasjov.
1999 stod Barkasjov på toppen av sin karriär, RNE hade omkring 100 000 medlemmar och i en opinionsmätning rankades Barkasjov som en av Rysslands 10 mest kända politiker. Strax efteråt började dock sönderfallet. RNE förbjöds i Moskva, dess partihögkvarter stängdes och man hindrades i att genomföra sin andra nationella kongress. Samma år ställde han upp i det ryska presidentvalet. 
2 december 2005 greps Barkasjov tillsammans med tre andra för att ha angripit en polis, uppenbarligen i samband med ett fylleslagsmål, och fick tillbringa en tid i fängelse.
6 november 2009 deltog Barkasjov i att grunda en ny rörelse vid namn "Unionen av Rysslands försvarare - oktober 1993".